# Magyar Krónika (folyóirat, 1998–)
A Magyar Krónika egy Montréalban nyomtatott közösségi kéthetilap. 1998 júniusában jelent meg a lap első száma Montreáli Krónika címmel. Alapítója és első főszerkesztője Bányai András volt. 2000 júniusában átalakult a lap, és Magyar Krónika címmel jelent meg. Az újság nem politikai lap; a szerkesztőség célja a kapcsolatteremtés és a közösségi szolgáltatás. A nyolcoldalas Magyar Krónika minden második pénteken jelenik meg 500 példányban. A helyi magyar és közép-európai üzletekben, Montréál magyar templomaiban, valamint a Magyar Otthonban árusítják.

## A szerkesztőség
2000 óta Mailáth Mária a lap főszerkesztője. A kezdetektől a Krónika szerkesztőségéhez tartozik Bencsics Klára, Bóth Gáborné, Mailáth István és Várhely György. 2002-ben csatlakozott a laphoz Ádám Christopher, aki 2006 óta főszerkesztő-helyettesként tevékenykedik. 2005-ben Szűcs Katalin is a szerkesztőség tagja lett. Külsősként Dancs Rózsa, a Kaleidoszkóp című folyóirat főszerkesztője Torontóból, Miska János, a Szigeti Magyarság főszerkesztője pedig Vancouverből küld híreket a Krónikának.

## Külső hivatkozások
- A Magyar Krónika az interneten
- „Gondoltak egyet, belevágtak: Magyar Krónika Montreálban”
- A kanadai magyar újságok tudományos jegyzéke